# Conrad (entreprise)
Pour les articles homonymes, voir Conrad.
 (avril 2017).
Si vous disposez d'ouvrages ou d'articles de référence ou si vous connaissez des sites web de qualité traitant du thème abordé ici, merci de compléter l'article en donnant les références utiles à sa vérifiabilité et en les liant à la section « Notes et références ».
 (juin 2023).
Conrad est une entreprise allemande spécialisée dans l'électronique, créée en 1923, par Max Conrad à Berlin.

## Historique

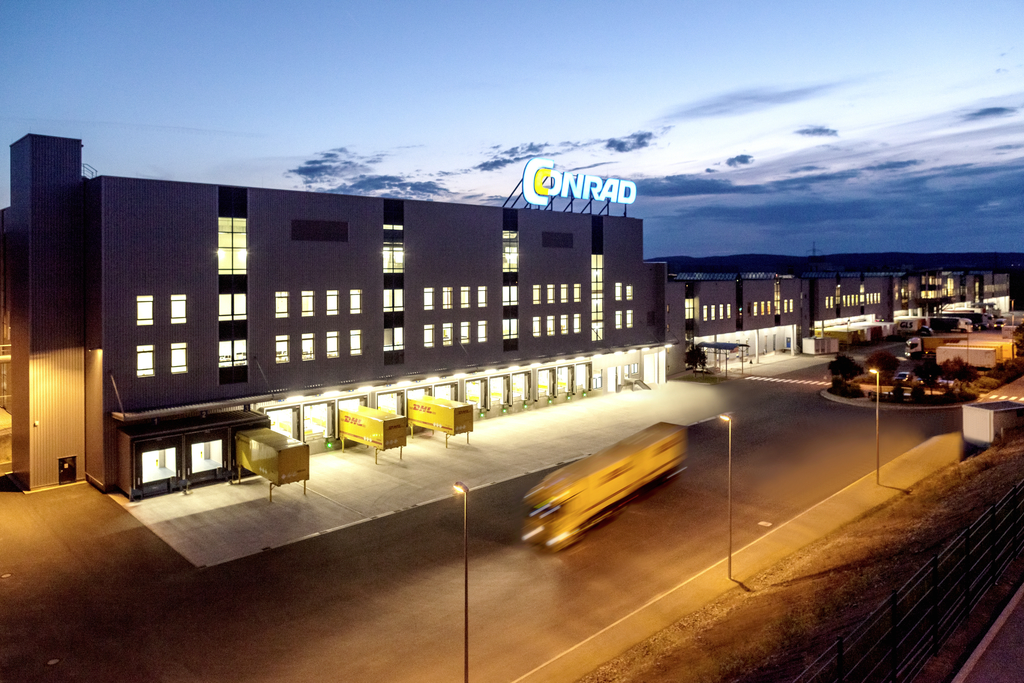
Magazyn centralny, Conrad Electronic Werenberg

L'entreprise voit le jour en octobre 1923, au moment où la première émission de radio au monde est diffusée à Berlin. Son fondateur, Max Conrad, a l'idée de proposer à ses clients tout le matériel nécessaire pour fabriquer leur propre poste radio. 
Pendant la Deuxième Guerre mondiale, le magasin est détruit, la famille Conrad se réfugie en Bavière, où elle redémarre son activité à Hirschau. Conrad commercialise toutes les pièces détachées électroniques : aux condensateurs viennent s'ajouter les éléments récupérés sur des radios militaires allemandes et américaines. Puis, à partir des années 1950, l'entreprise se spécialise dans l'électroménager et l'électronique. 
Les années 1970 annoncent l'arrivée de la technologie dans les foyers. Un nouveau défi que Conrad relève avec succès. La société adapte sa stratégie en développant son réseau de magasins et en introduisant des procédés logistiques performants dans la vente par correspondance. 
En 1976, l'entreprise compte 220 salariés. 
En 1994, naissance de Conrad France, à Lille. C'est une entité indépendante (Conrad Electronic SAS) du groupe Conrad. Aujourd'hui (Novembre 2016) la société est dirigée par Olivier Thomas, directeur général, et compte une centaine de salariés qui assurent depuis plus de 20 ans, le développement et le dynamisme de la marque sur le territoire français. 
En 1997, le premier site internet est lancé. Quelques années plus tard, l'enseigne poursuit son développement en B2B, avec un catalogue puis un site web dédiés. 
En 2014, le cap des 200 000 références et 1 000 grandes marques est franchi. 
En 2015, Conrad passe la barre des 400 000 références et 2 000 marques. 
En 2016, Conrad atteint les 750 000 références et les 2 500 marques internationales.
En 2018, Conrad regroupe ses 2 sites existants en un seul et unique site internet dédié à la fois aux professionnels et aux particuliers.

## Implantation
Au fil des années, l'enseigne développe ses filiales dans toute l'Europe jusqu'à être présente aujourd'hui dans 16 pays : en Allemagne, aux Pays-Bas, en Belgique, en Autriche, en Pologne, en Suisse, en Slovaquie, en Suède, en Danemark, en Slovénie, en République tchèque, en Royaume-Uni, en Hongrie, en Italie, en Roumanie et en France.

## Marques commercialisées
En plus des 2 500 marques internationales, le Conrad Technology Center conçoit également des marques Conrad. C-Control spécialisé dans les microcontrôleurs, Voltcraft pour les appareils de mesure (depuis 1982), Mac Brown pour les instruments acoustiques, Reely pour le modélisme, Conrad Energy pour les piles et les accus, Toolcraft pour les outils, Renkforce pour l'impression 3D...